# 中國房地產報
中國房地產報是由中华人民共和国住房和城乡建设部主管，中國建設報社主辦的一份中華人民共和國全國性的房地產行業報紙，1993年1月1日創刊，當時名為房地產開發報。1997年6月2日，更名為中國房地產報。

## 外部連結
- 官方网站